# Liste des préfets des Hauts-de-Seine
Cet article recense, par ordre chronologique, les hauts fonctionnaires de la France qui ont occupé le poste de préfet des Hauts-de-Seine, depuis que ce département a été créé en 1964 à partir de territoires appartenant précédemment à la Seine.
Les préfets des Hauts-de-Seine siègent à l'hôtel de préfecture de Nanterre (Centre administratif départemental).

## Cinquième République
| Préfet                        | Décret de nomination | Décret de nomination | Fonction précédente | Observations |
| ----------------------------- | -------------------- | -------------------- | --- | --- |
| Préfets délégués              |                      |                      | | |
| Claude Boitel                 | 19 septembre 1964    | [ 1 ]                | Chargé de mission au secrétariat général de la Présidence de la République                                              | |
| Préfets                       |                      |                      | | |
| Claude Boitel                 | 21 décembre 1967     | [ 2 ]                | | Nommé directeur général des Affaires politiques et de l’administration du territoire au ministère de l’Intérieur            |
| Pierre Hosteing               | 31 décembre 1971     | [ 3 ]                | Préfet du Finistère | Passe à la retraite |
| Claude Charbonniaud           | 25 mars 1976         | [ 4 ]                | Préfet d'Eure-et-Loir                                                                                                   | Nommé Haut commissaire de la République dans l'Océan Pacifique et aux Nouvelles-Hébrides                                    |
| Jean Terrade                  | 13 décembre 1978     | [ 5 ]                | Préfet de la Loire | Nommé préfet de la région Centre, du Loiret Préfet du Loiret                                                                |
| Dieudonné Mandelkern          | 13 mai 1983          | [ 6 ]                | Directeur au Secrétariat général du gouvernement                                                                        | Président de la section de l'intérieur au Conseil d'État                                                                    |
| Joël Thoraval                 | 6 août 1985          | [ 7 ]                | Directeur des personnels, des affaires politiques et de l'administration territoriale au ministère de l'Intérieur       | Nommé préfet de la région Corse, préfet de la Corse-du-Sud                                                                  |
| Jacques Barel                 | 22 janvier 1987      | [ 8 ]                | Directeur du cabinet du préfet de police de Paris                                                                       | Nommé préfet de la région Alsace et préfet du Bas-Rhin                                                                      |
| Charles-Noël Hardy            | 30 août 1989         | [ 9 ]                | Préfet du Var | Nommé préfet de la région Languedoc-Roussillon, préfet de l'Hérault                                                         |
| Bernard Monginet              | 14 octobre 1993      | [ 10 ]               | Directeur de l’administration générale à la mairie de Paris                                                             | Nommé préfet de la région Languedoc-Roussillon, préfet de l'Hérault                                                         |
| Jean-Pierre Richer            | 18 octobre 1995      | [ 11 ]               | Préfet de la Haute-Marne                                                                                                | Nommé préfet de la région Poitou-Charentes, préfet de la Vienne                                                             |
| Jean-Marc Rebière             | 28 septembre 2000    | [ 12 ]               | Préfet du Finistère | Nommé préfet de la région Franche-Comté, préfet du Doubs                                                                    |
| Michel Delpuech               | 15 mai 2003          | [ 13 ]               | Directeur de cabinet du préfet de police de Paris                                                                       | Nommé préfet de la région Corse, préfet de la Corse-du-Sud                                                                  |
| Michel Bart                   | 23 février 2006      | [ 14 ]               | Préfet de l'Isère | Nommé préfet de la région Basse-Normandie, préfet du Calvados                                                               |
| Pierre de Bousquet de Florian | 28 juin 2007         | [ 15 ]               | Directeur de la Direction de la Surveillance du territoire                                                              | Nommé préfet du Pas-de-Calais                                                                                               |
| Patrick Strzoda               | 8 janvier 2009       | [ 16 ]               | Directeur général de l’office public d’aménagement et de construction du Rhône                                          | Nommé préfet de la Collectivité de Corse, préfet de la Corse-du-Sud                                                         |
| Pierre-André Peyvel           | 31 mars 2011         | [ 17 ]               | Préfet du Haut-Rhin | Atteint par la limite d'âge (65 ans) prend sa retraite le 04/10/2013. Devient membre du comité pour l'histoire préfectorale |
| Yann Jounot                   | 7 novembre 2013      | [ 18 ]               | Directeur de la protection et de la sécurité de l’État au secrétariat général de la défense et de la sécurité nationale | Nommé coordonnateur national du Renseignement                                                                               |
| Pierre Soubelet               | 23 août 2016         | [ 19 ]               | Préfet du Var | Fait valoir ses droits à la retraite à compter du 06/07/2020                                                                |
| Laurent Hottiaux              | 29 juillet 2020      | [ 20 ]               | En attente de nouvelles fonctions                                                                                       | Cessation de fonctions 31 octobre 2024                                                                                      |
| Alexandre Brugère (d)         | 31 octobre 2024      | [ 21 ]               | | |

## Pour approfondir